# Ratchet & Clank 2: Locked and Loaded
Ratchet & Clank 2: Locked and Loaded, i Nordamerika känt som Ratchet & Clank: Going Commando och i Japan som Ratchet & Clank 2, är ett TV-spel till Playstation 2 som gavs ut år 2003. Det är en uppföljaren till Ratchet & Clank från 2002.

## Handling
Ratchet har efter att ha räddat sin galax blivit känd. En man i en annan galax kontaktar då honom och ber honom om hjälp med att återta en stulen uppfinning. Ratchet säger ja till förslaget och han och hans robotmedhjälpare Clank ger sig återigen ut på ett våghalsigt äventyr.

## Planeter
Ratchet var på många olika planeter. Här är alla ställen man är på i spelet:
- Aranos - Flying Lab
- Oozla - Megacorp Outlet
- Maktar Nebula - Maktar Resort
- Jamming Array (Maktar Nebula)
- Endako - Megapolis
- Barlow - Vukovar Canyon
- Feltzin System - Thug Rendezvous
- Notak - Canal City
- Siberius - Frozen Base
- Tabora - Mining Area
- Dobbo - Resting Facility
- Dobbo Orbit - Lunar City
- Joba - Megacorp Games
- Hrugis Cloud - Deep Space Disposal
- Todano - Megacorp Armory
- Boldan - Silver City
- Aranos - Thugs-for-Less Prison
- Gorn - Thugs-4-Less Fleet
- Snivelak - Thug HQ
- Smolg - Distribution Facility
- Damosel - Allgon City
- Damosel Orbit - Allgon Moon
- Greblin - Tundor Wastes
- Yeedil - Protopet Factory

Det fanns även en till extra planet som man kunde hitta på planeten Boldan. Där fanns museet Dantopia - Insomniac museum, där man kunde se många objekt och saker som aldrig var med i spelet.

## Uppbyggnad
Spelet är uppdelat i flera planeter, som är som banor. På varje planet finns uppdrag att klara och fiender att besegra. Under spelets gång samlar man på muttrar och skruvar som är valutan i hans galax och fler vapen blir tillgängliga att köpa.